# Miloš Bouchal
Miloš Bouchal (30. dubna 1926, Praha - 23. října 2000, Praha) byl český volejbalista, který reprezentoval Československo. S jeho reprezentací získal stříbrnou medaili na mistrovství světa v roce 1949. Za národní tým nastupoval v letech 1948-1949. Hrál za kluby SK Prosek, ATK Praha, Zaměstnanci města Prahy, Spartak ČKD Sokolovo (Sparta) a Spartak Avia Čakovice. S ATK se v roce 1950 stal mistrem Československa.